# Parc archéologique de San Agustín
Le parc archéologique de San Agustín est un ensemble de monuments religieux et de sculptures mégalithiques au cœur des Andes, à San Agustín dans le département de Huila en Colombie. 300 sculptures monumentales stylisées parsèment ce parc, témoignant de l’art d’une civilisation, la culture San Agustín, qui atteignit son apogée durant les huit premiers siècles de notre ère. Le parc est inscrit sur la liste du patrimoine mondial de l’UNESCO depuis 1995 et constitue la plus grande nécropole au monde en termes de surface.

## Découverte et contenu du parc
La première description de ce site archéologique a été faite par le frère capucin Juan de Santa Gertrudis dans son ouvrage en quatre volumes Maravillas de la naturaleza (Merveilles de la nature), après qu'il a visité la région en 1756.
L'étude scientifique des vestiges débuta en 1914 avec le professeur allemand Konrad Theodor Preuss.
D'autres missions suivirent avec José Pérez de Barradas et Gregorio Hernández de Alba (1936-1937), Luis Duque Gómez (1943, 1944, 1960) ou encore Gerardo Reichel-Dolmatoff (1966).

## Âge et origine
Les études archéologiques les plus récentes les datent de la période située entre le Ier et le Ve siècle, et donc bien avant la conquête espagnole.
L'origine des sculpteurs demeure mystérieuse car la plus grande partie du site n'a toujours pas été fouillée et aucune trace d'écriture n'a été trouvée à ce jour. Ces statues représentent en majorité des personnages sexués, on trouve aussi des représentations d'animaux, et des formes abstraites. Les statues ont des hauteurs différentes, la plus grande faisant 7 m de haut, située à 4 km du parc, dans un site appelé Alto de los Ídolos. Elles ont été sculptées dans le tuf et l’andésite volcanique. On suppose qu'elles avaient une fonction funéraire et votive.

## Le parc
Le parc s'étend sur 35 km, et est divisé en trois parties (mesitas), plus trois sites complémentaires et un jardin de statues. Deux autres sites sont à l'extérieur du parc, Alto de los Ídolos et Alto de las Piedras. L'entrée principale se fait via un pont-portique en bambou qui enjambe un torrent. Le visiteur débouche face à une falaise dans laquelle est sculpté un mélange de tête humaine, de serpents et de lézards, appelé Fuente de Lavapatas, surplombant trois piscines creusées dans le sol, étagées et remplies par l'eau de la source et on suppose qu'elles servaient à des bains rituels.

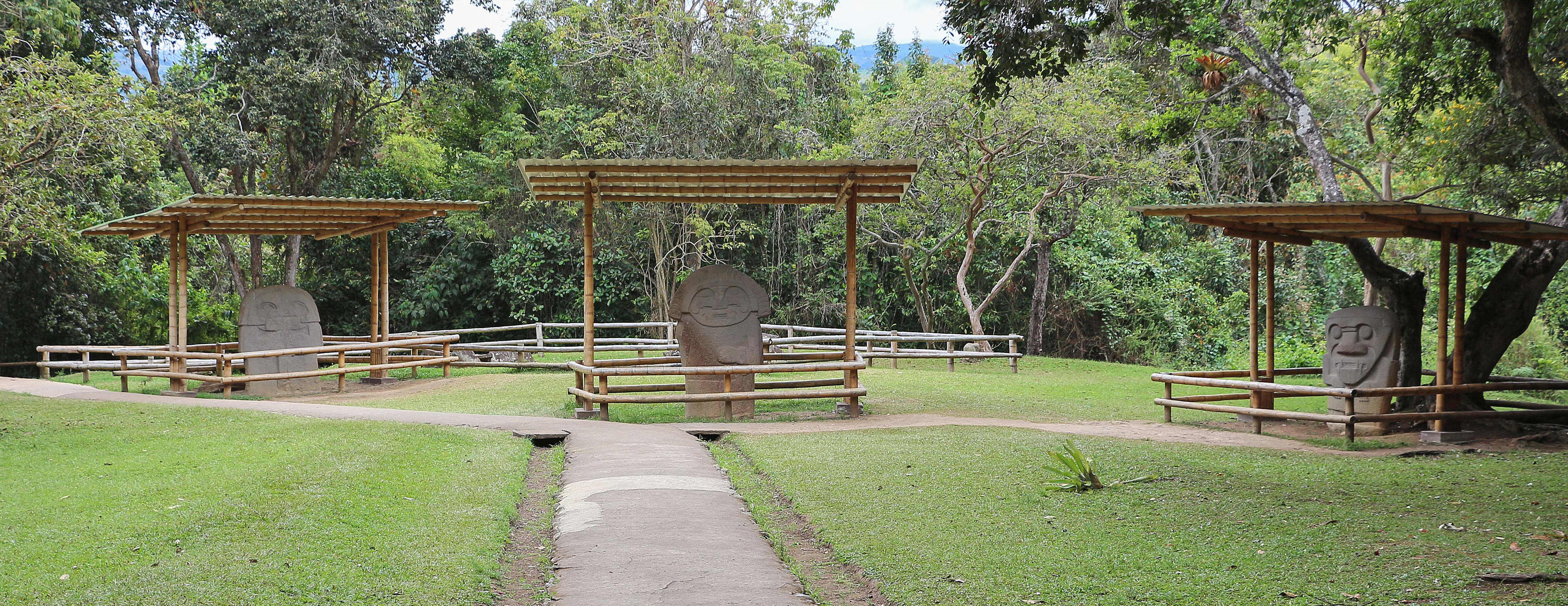
Vue de la Mesita C du parc

Certaines statues retrouvées dans les champs environnants par des paysans ont été regroupées sur diverses esplanades à l'intérieur du parc pour des raisons de conservation et de sécurité. Les déplacements ont été supervisés par les archéologues eux-mêmes : 35 statues servirent à aménager le Bosque de la Estatuas grâce au concours de Reichel-Dolmatoff, qui a de son côté inventorié plus de 500 statues.

## Galerie

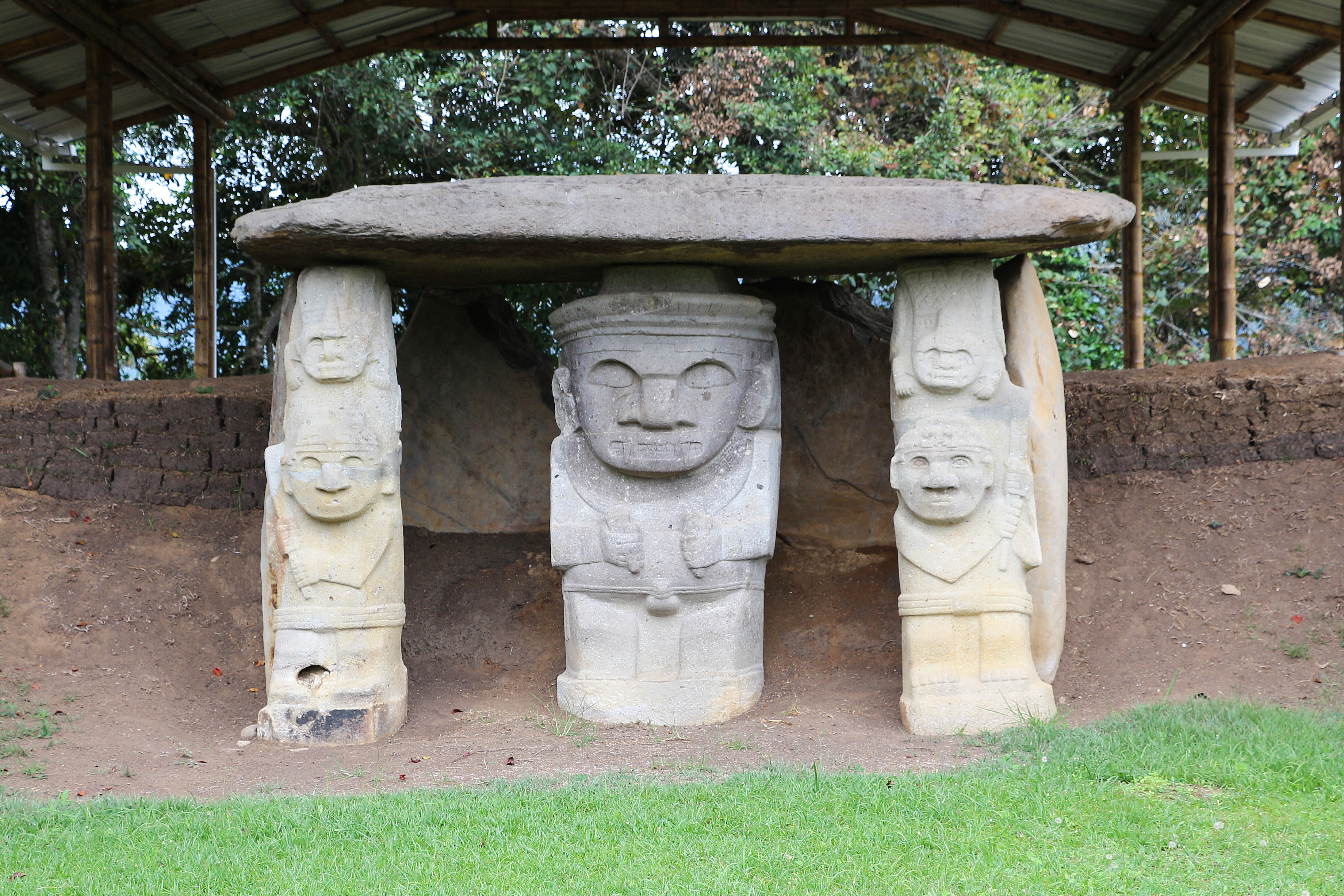
Statues à la Mesita A
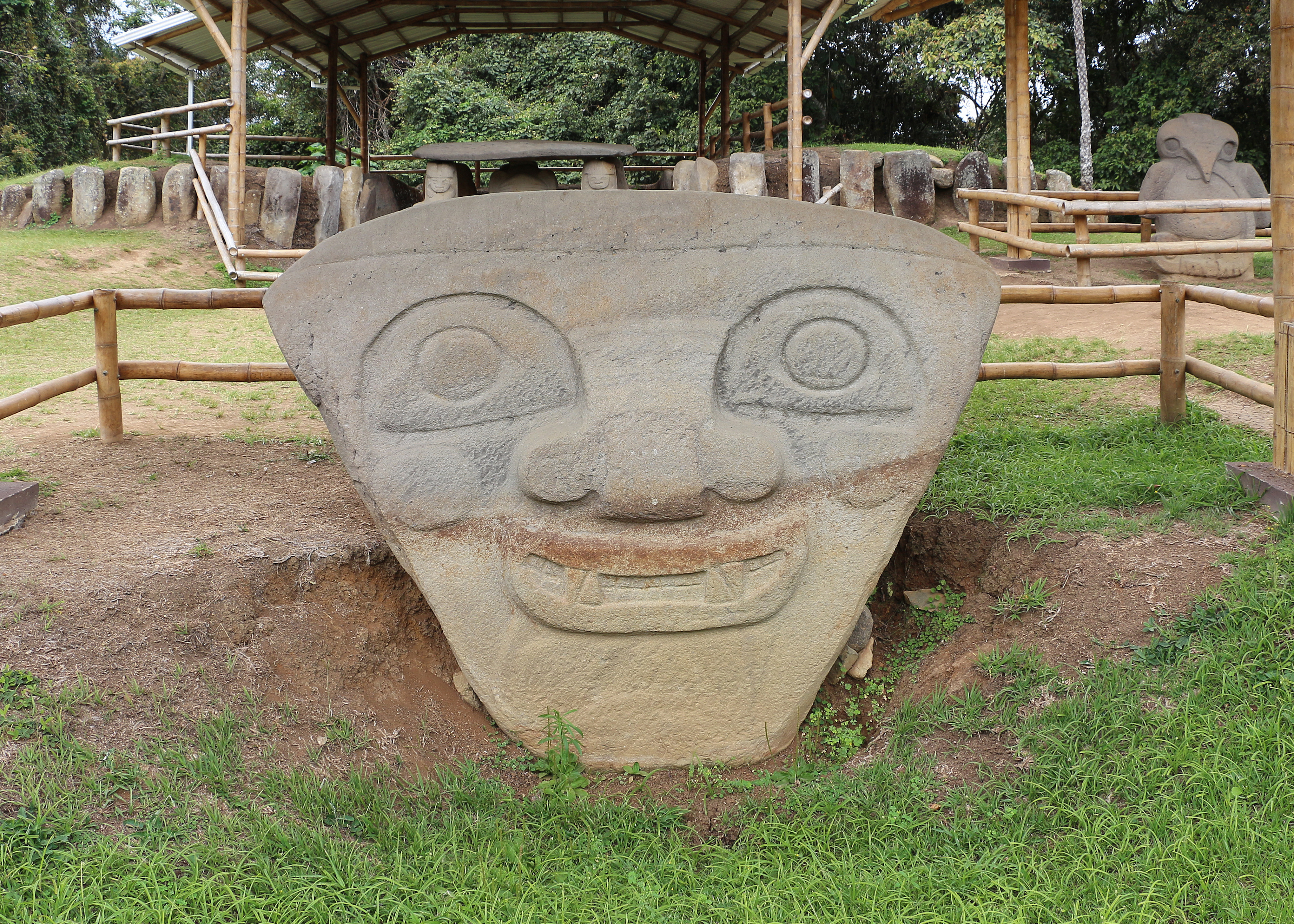
Statue à la Mesita B
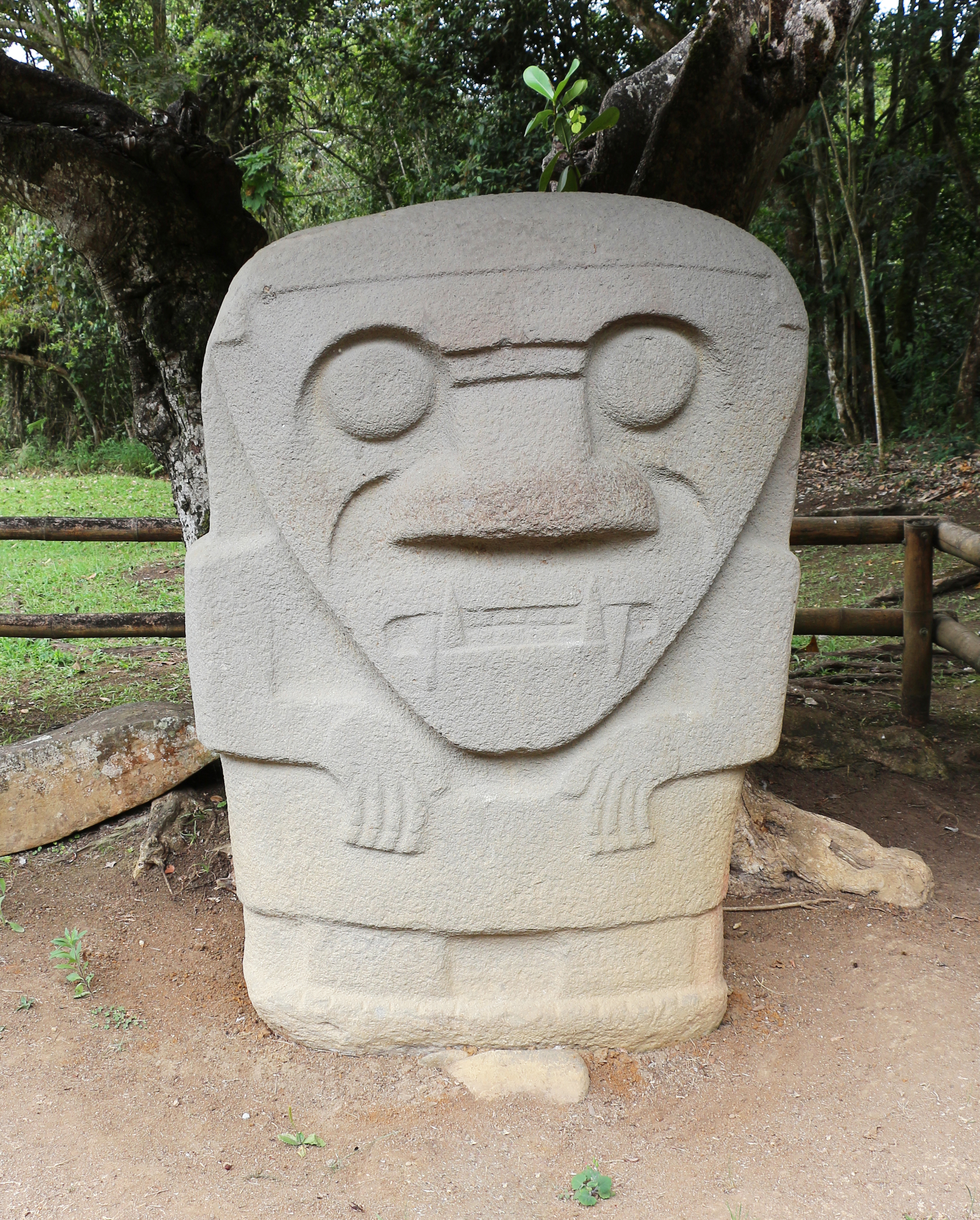
Statue à la Mesita C
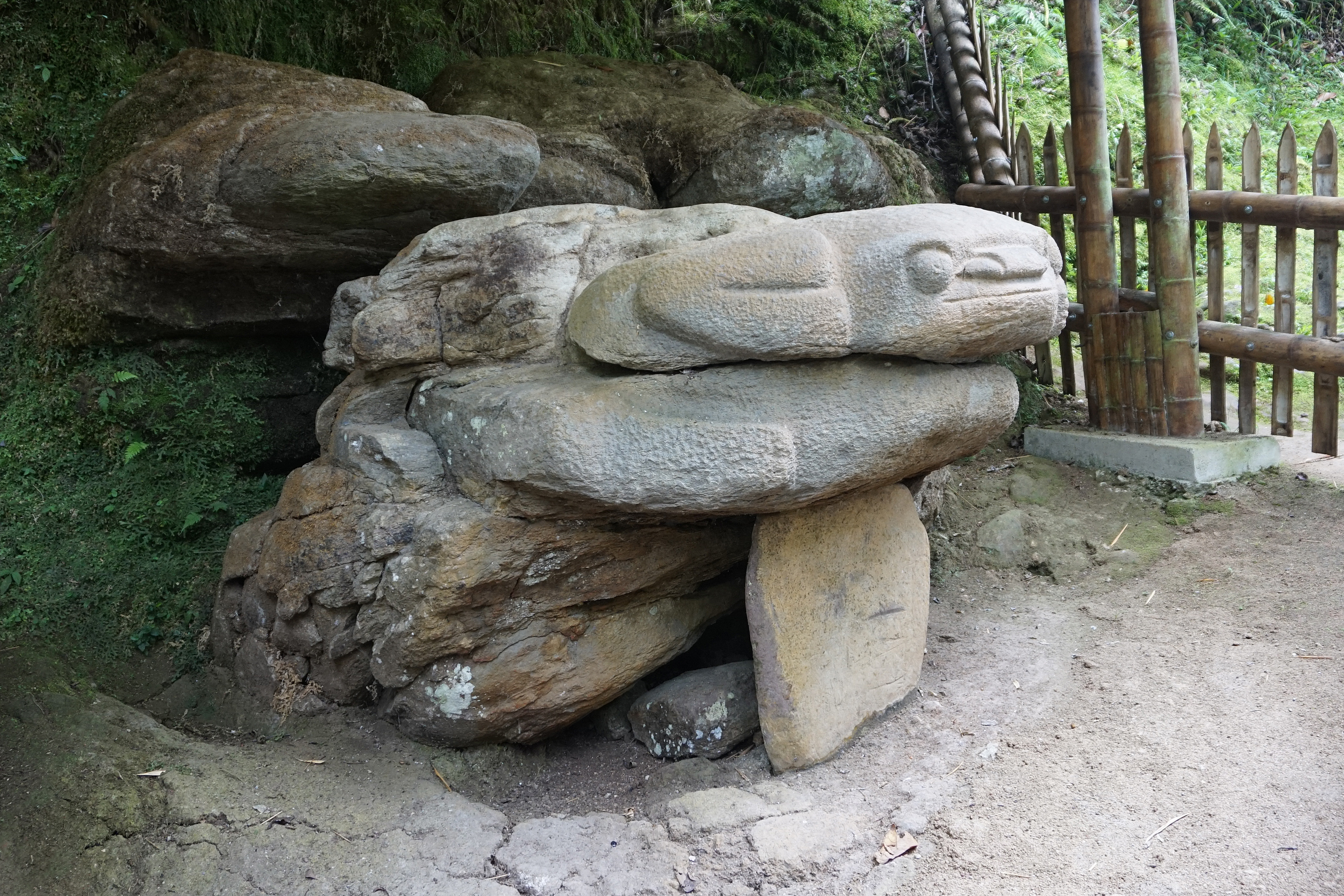
Grenouille
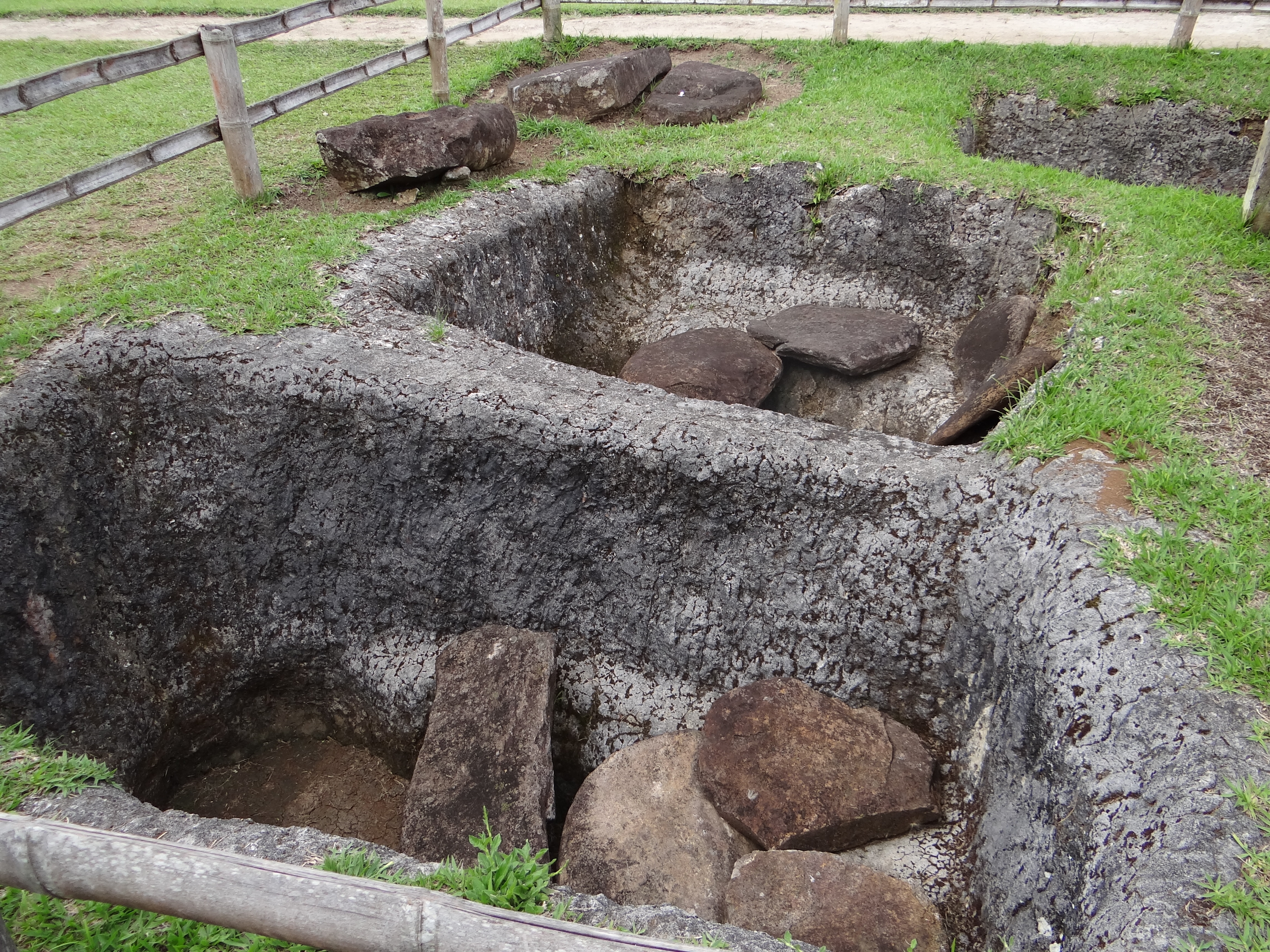
Fosses supposées funéraires
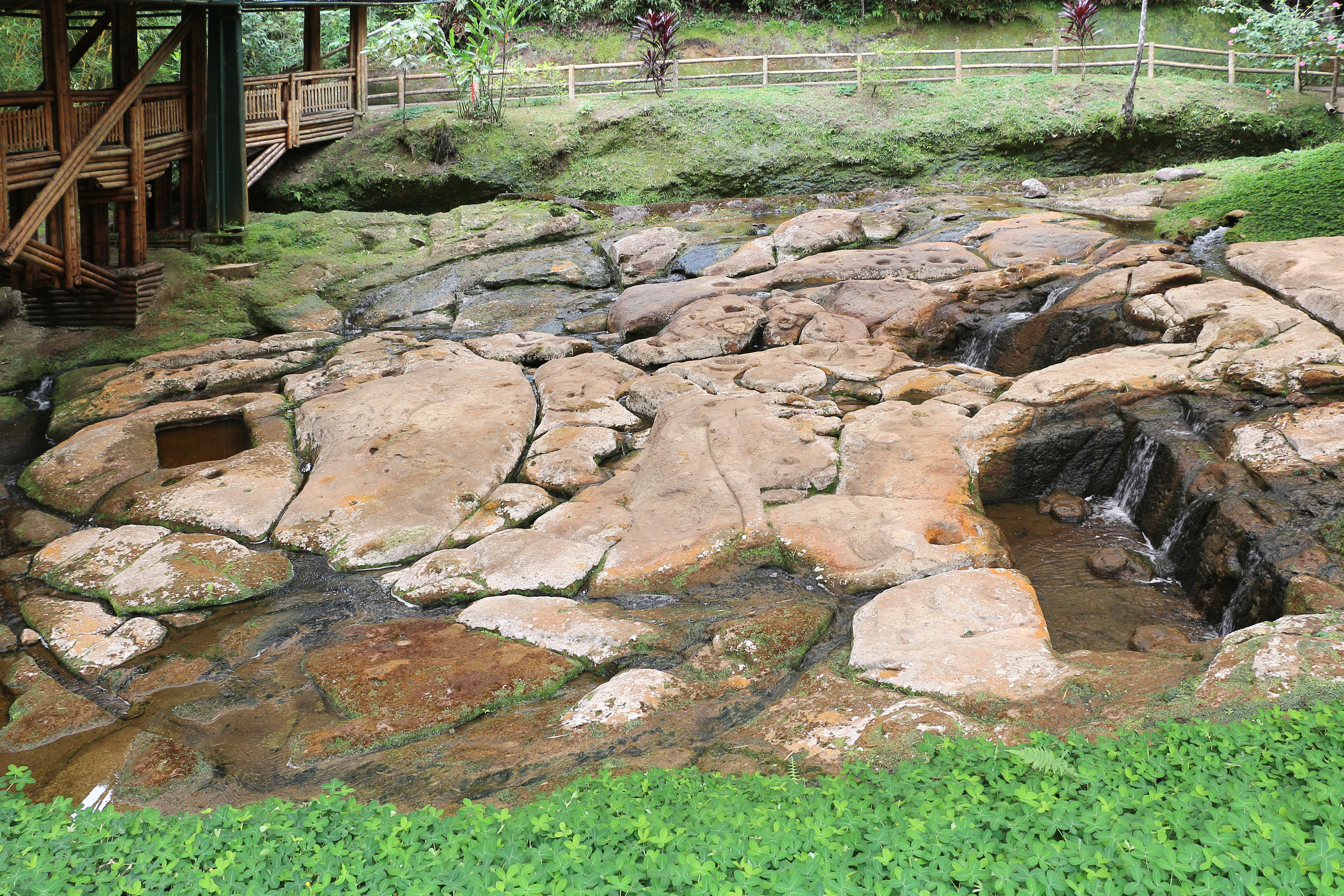
Fuente de Lavapatas
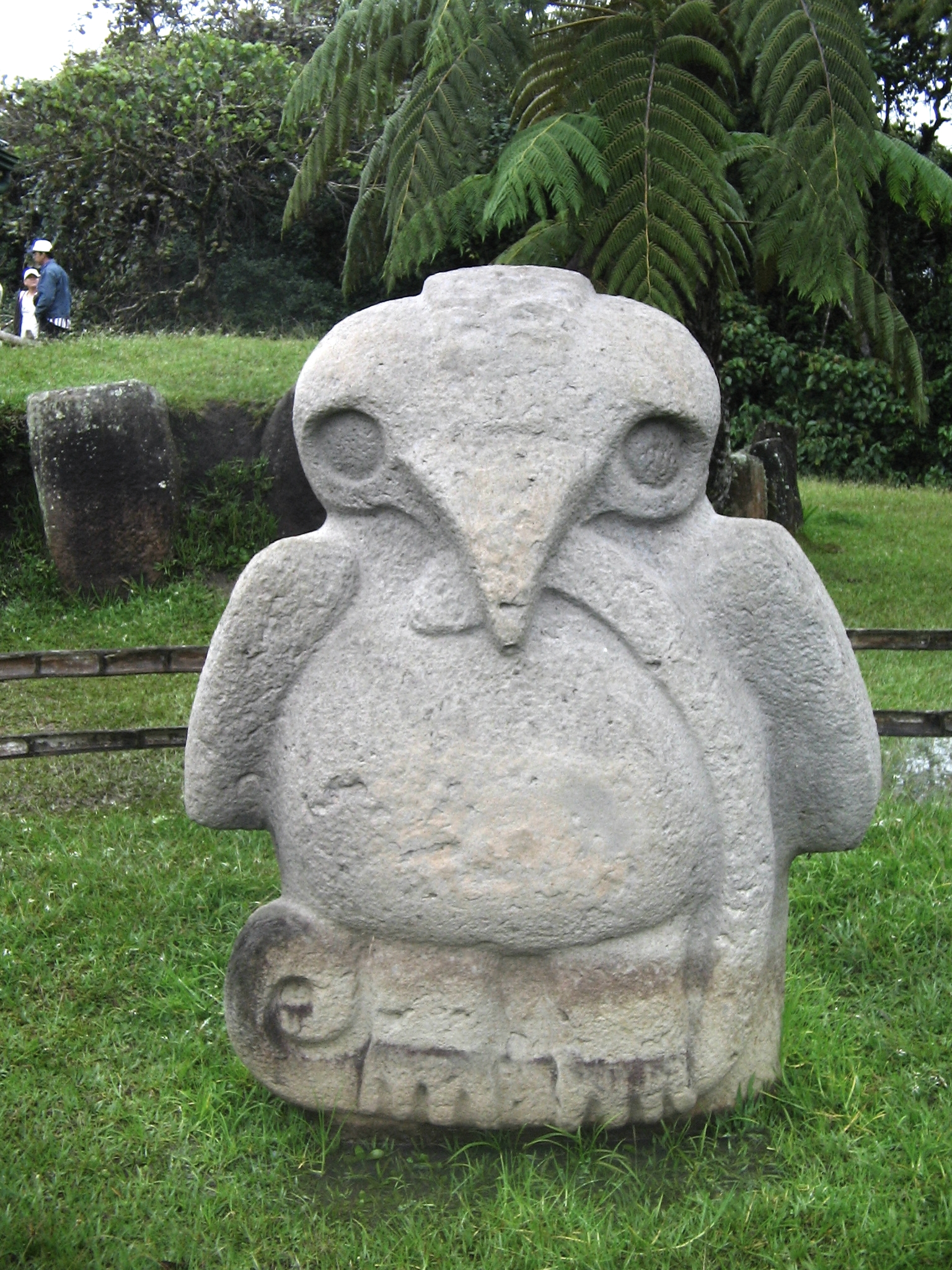
L'aigle et le serpent
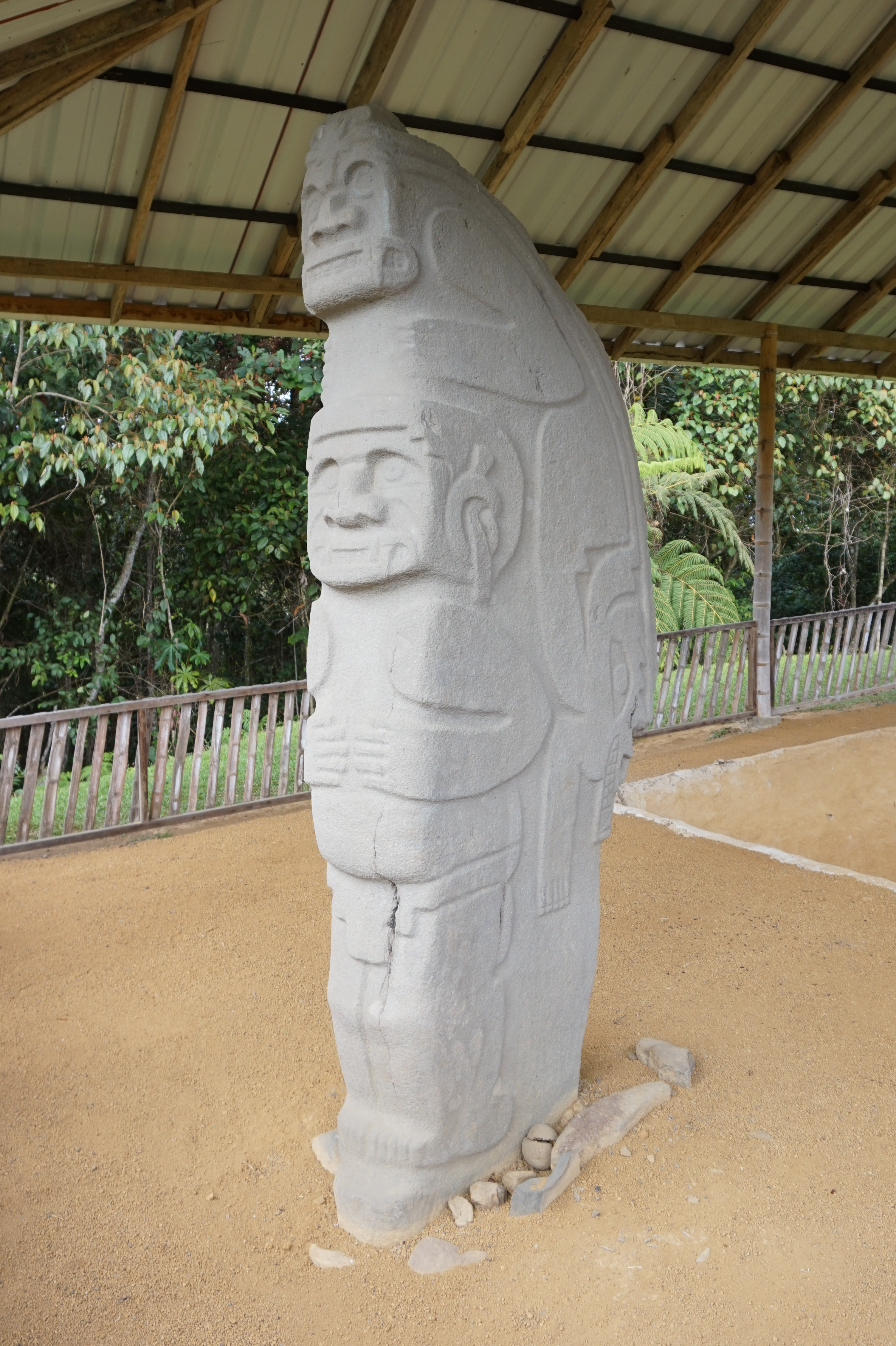
Le "Doble Yo" au site Alto de las Piedras
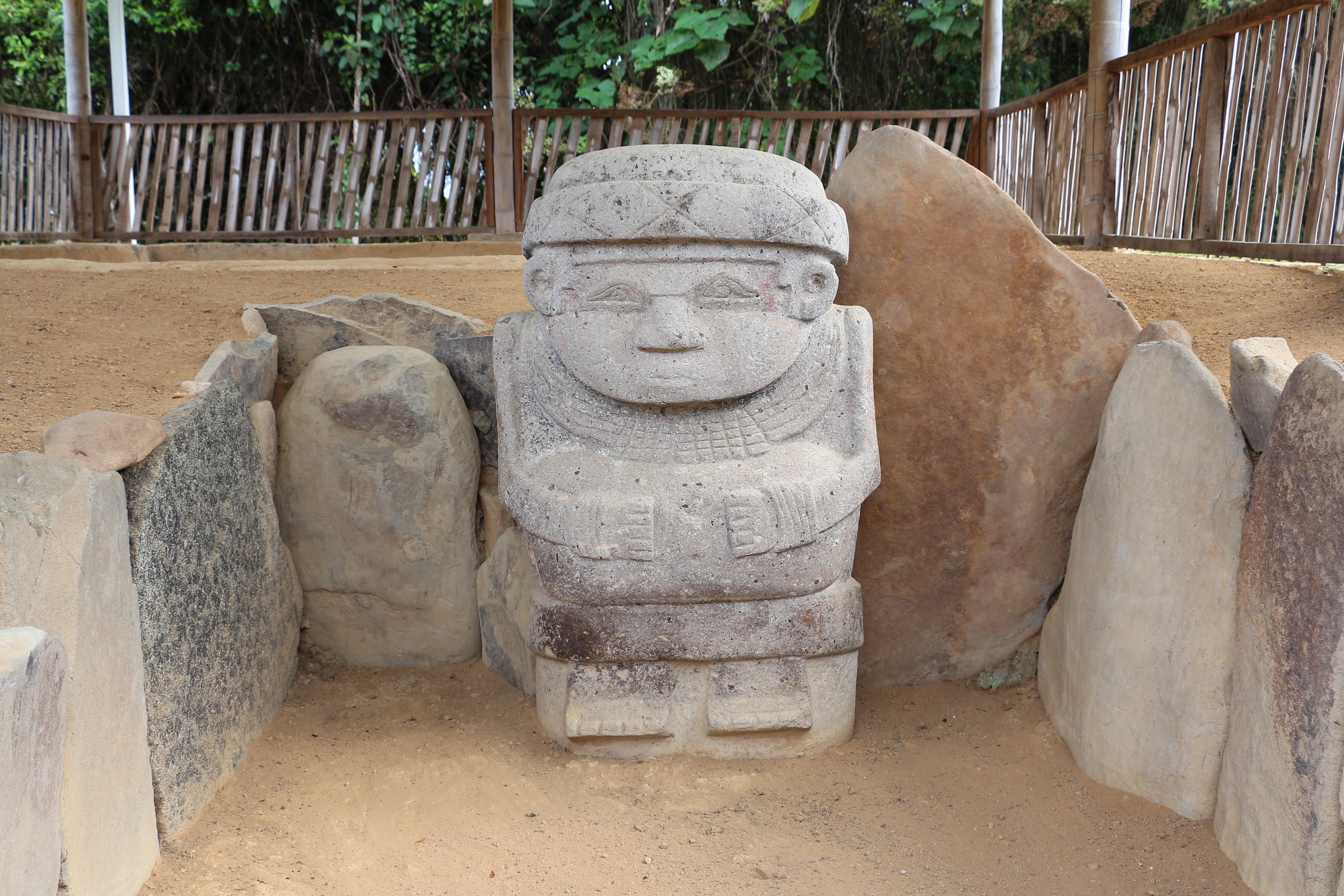
Femme enceinte au site Alto de las Piedras